# Солоновка (Волчихинський район)
Солоно́вка (рос. Солоновка) — село у складі Волчихинського району Алтайського краю, Росія. Адміністративний центр та єдиний населений пункт Солоновської сільської ради.

## Населення
Населення — 926 осіб (2010; 1056 у 2002).
Національний склад (станом на 2002 рік):
- росіяни — 97 %